# هيلينا ريزو
هيلينا ريزو (مواليد 1978) هي طاهية برازيلية وصاحبة مطعم. تدير مطعم ماني في ساو باولو. تم انتخاب ريزو كأفضل طاهية للعام من قبل مجلة Restaurant Magazine في عام 2014.

## سيرتها الشخصية
درست ريزو، المولودة في بورتو أليغري، ريو غراندي دو سول، الهندسة المعمارية في الجامعة البابوية الكاثوليكية في ريو غراندي دو سول. تركت الكلية وبدأت العمل كعارضة أزياء. حيث دعتها صديقتها، عارضة الأزياء فيرناندا ليما، للانتقال إلى ساو باولو. تركت عرض الأزياء وأصبحت طاهية في عام 1997، وعملت في مطعم Roanne مع كلود ترواغروس وإيمانويل باسولي. تدربت في أوروبا في مطاعم سادلر بإيطاليا وإل سيلر دي كان روكا بإسبانيا. في عام 2006، عندما عادت إلى البرازيل، افتتحت ريزو وزوجها دانيال ريدوندو وشركاؤها، ومن بينهم ليما، مطعم ماني.
في عام 2014، تم اختيار ماني كأفضل 36 مطعمًا في العالم من قبل مجلة Restaurant ، وثاني أفضل مطعم في أمريكا الجنوبية، خلف D.O.M. في عام 2015، مُنح نجمة ميشلان.
في عام 2018، ظهر ريزو كمحكم في حلقة «البرازيل» من The Final Table ، الموسم الأول.
في عام 2019، اختارت Food & Wine اسم Mani في قائمة أفضل 30 مطعمًا في العالم.
في عام 2021 تم الإعلان عن كونه محكما في النسخة البرازيلية من امتياز ماسترشيف، ليحل محل القاضي السابق باولا كاروسيلا.